# Suchanow Diskoplan

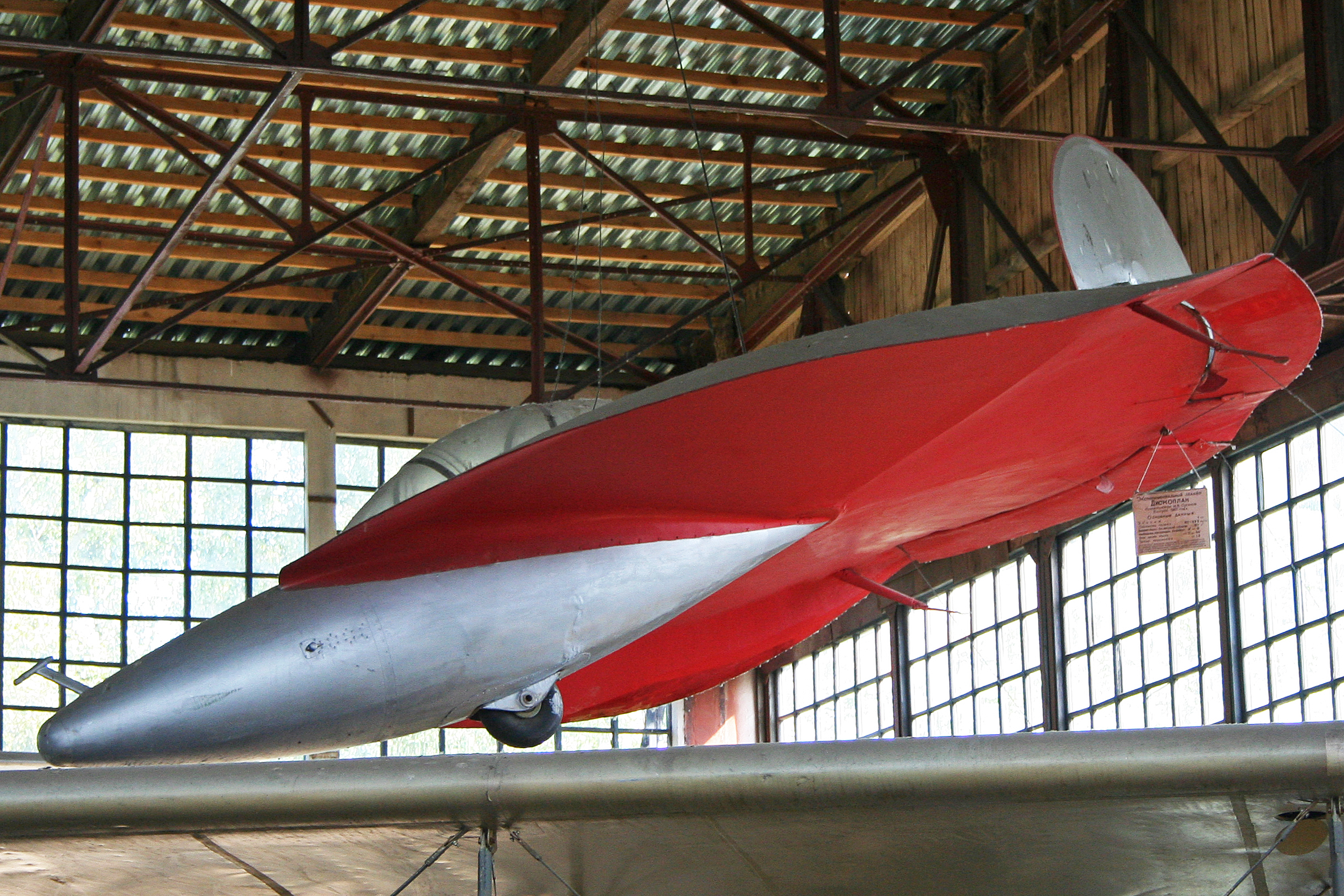
Diskoplan II im Russischen Museum der Luftstreitkräfte

Die Suchanow Diskoplan war ein experimentelles Gleitflugzeug des sowjetischen Konstrukteurs Minon Wassiljewitsch Suchanow. Suchanow baute in den 1950er und 1960er Jahren vier Versionen des Kreisflüglers.

## Geschichte
Suchanow plante auf Grundlage der Gleiterausführung die Produktion eines leichten strahlgetriebenen Flugzeugs mit der gleichen konstruktiven Auslegung als Kreisflügler. Der Gleiter wurde erstmals Anfang 1958 auf dem Flugplatz Moskau-Tuschino vorgeflogen und als extrem manövrierfähig und trudelsicher beschrieben. Als Schleppflugzeug wurde eine Jakowlew Jak-12 eingesetzt.
In den Folgejahren entwickelte Suchanow das Flugzeug weiter und verlagerte dabei das sich bei der Diskoplan I in einer Rumpfgondel unter der Tragfläche befindliche Cockpit in die Tragflächenvorderkante.
Bei den Flügen der Diskoplan II zeigte sich besonders deutlich der aerodynamische Luftkisseneffekt in Bodennähe. In einer Höhe von 1,5 bis 2 m stabilisierte sich das Flugzeug automatisch sowohl in der Quer- als auch Längsachse, sodass sogar von einer automatischen Landemöglichkeit gesprochen wurde.

## Konstruktion
Die einsitzige Diskoplan besitzt einen kreisförmigen Tragflächengrundriss mit kleinen Querrudern in der Hinterkante. Die geschlossene stromlinienförmige Kabine ist unter der Vorderkante der Tragfläche angebracht. Das nicht einziehbare Spornfahrwerk ist gegen den Rumpf verstrebt. Das konventionelle Leitwerk sitzt über der Tragflächenhinterkante und besitzt an der Spitze ein Höhenruder, auf dem eine zusätzliche vertikale Stabilisierungsfläche angebracht ist.

## Versionen
Diskoplan Ietwa ab 1950 in Nowosibirsk gebaut, 1958 Erstflug
Diskoplan IIetwa 1960 gebaut, kreisförmiges Seitenleitwerk, Rumpfbug mit Cockpit in der Tragflächenvorderkante integriert
Diskoplan 3etwa 1962 gebaut, Rumpfbug mit Cockpit in der Tragflächenvorderkante integriert
Diskoplan 4etwa 1965 gebaut, Cockpit auf dem Rumpf mit Vollsichthaube

## Technische Daten

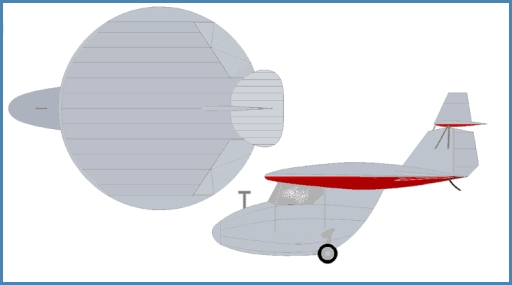
Zweiseitenriss der Diskoplan I

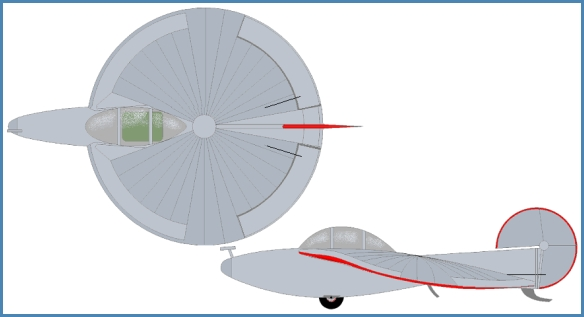
Zweiseitenriss der Diskoplan II

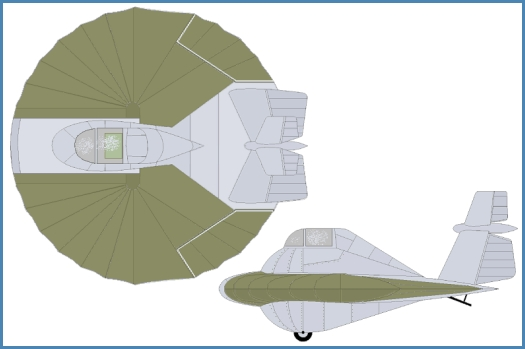
Zweiseitenriss der Diskoplan 4

| Kenngröße             | Diskoplan I | Diskoplan II | Diskoplan 3 |
| --------------------- | ----------- | ------------ | ----------- |
| Besatzung             | 1           | 1            | 1           |
| Spannweite            | 3,50 m      | 5 m          | 5 m         |
| Flügelfläche          | 10 m²       | 20 m²        |             |
| Gleitzahl             |             | 8            |             |
| max. Startmasse       | 250 kg      |              | 240 kg      |
| Höchstgeschwindigkeit | 130 km/h    |              |             |